# Championnat d'Islande de hockey sur glace
Le Championnat d'Islande de hockey sur glace (en islandais : Íslandsmót karla í íshokkí) est la plus haute ligue de hockey sur glace en Islande. Elle comprend à l'heure actuelle six équipes.

## Équipes
Les équipes engagées pour la saison 2015-16:
- Skautafélag Reykjavíkur, Reykjavik
- Skautafelag Akureyrar, Akureyri
- Ísknattleiksfélagio Björninn, Reykjavik
- Íshokkídeild UMFK Esja, Reykjavik

## Ancienne équipe
- Narfi frá Hrísey

## Palmarès
- 1992 - Skautafelag Akureyrar
- 1993 - Skautafelag Akureyrar
- 1994 - Skautafelag Akureyrar
- 1995 - Skautafelag Akureyrar
- 1996 - Skautafelag Akureyrar
- 1997 - Skautafelag Akureyrar
- 1998 - Skautafelag Akureyrar
- 1999 - Skautafélag Reykjavíkur
- 2000 - Skautafélag Reykjavíkur
- 2001 - Skautafelag Akureyrar
- 2002 - Skautafelag Akureyrar
- 2003 - Skautafelag Akureyrar
- 2004 - Skautafelag Akureyrar
- 2005 - Skautafelag Akureyrar
- 2006 - Skautafélag Reykjavíkur
- 2007 - Skautafélag Reykjavíkur
- 2008 - Skautafelag Akureyrar
- 2009 - Skautafélag Reykjavíkur
- 2010 - Skautafelag Akureyrar
- 2011 - Skautafelag Akureyrar
- 2012 - Ísknattleiksfélagio Björninn
- 2013 - Skautafelag Akureyrar
- 2014 - Skautafelag Akureyrar
- 2015 - Skautafelag Akureyrar
- 2016 - Skautafelag Akureyrar
- 2017 - Íshokkídeild UMFK Esja